# Rennell und Bellona
Rennell und Bellona (auch Renbel genannt) ist eine Provinz der Salomonen, die von den Inseln Rennell und Bellona sowie einer Gruppe von drei unbewohnten Atollen (Indispensable Reefs) gebildet wird. Die Polynesier nannten die Hauptinseln Mu Nggava und Mu Ngiki. Beide Inseln werden überwiegend von Polynesiern bewohnt. Rennell ist eine der südlichsten Inseln der Salomonen.
Die Fläche der Inseln der Renbel Provinz beläuft sich auf 671 km². Nach dem Zensus von 2009 lebten dort 3006 Menschen.
Die Atolle wurden offiziell von Mathew Boyd of Camberwell, einem Engländer und Kapitän des Handelsschiffes Bellona im Jahre 1793 entdeckt.

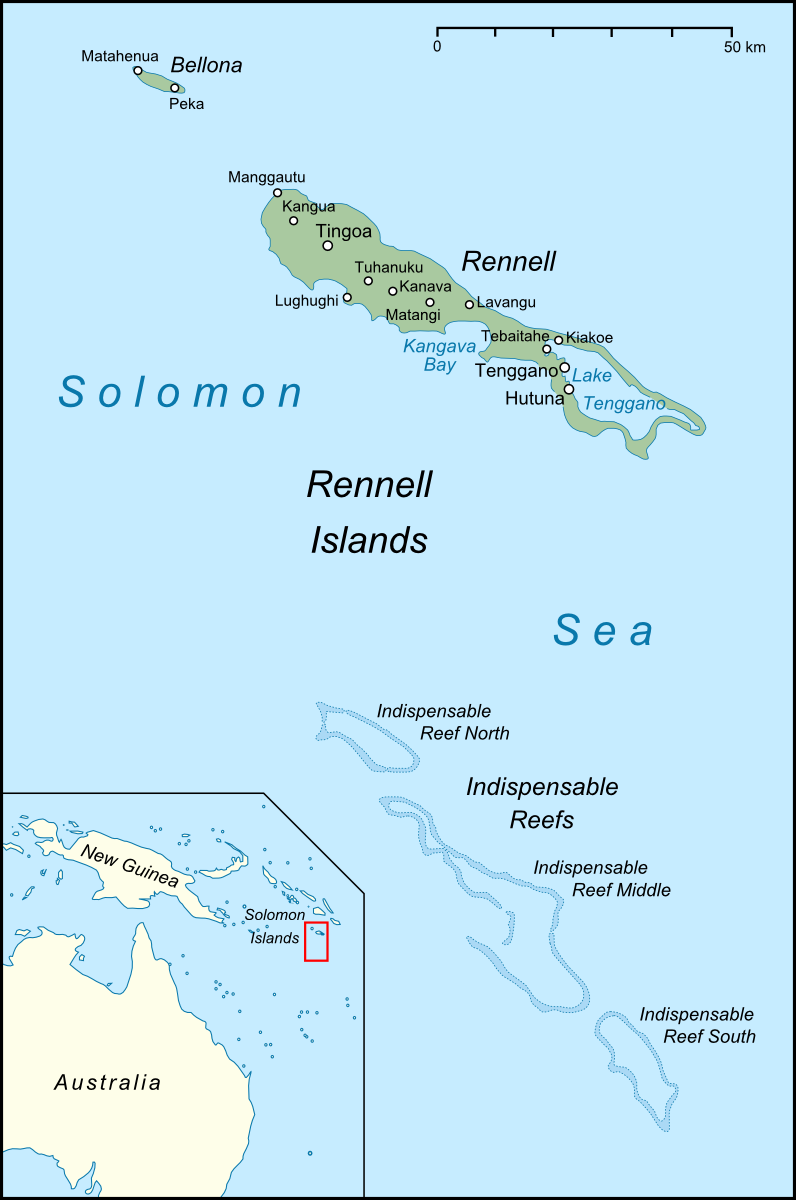
Karte der Provinz

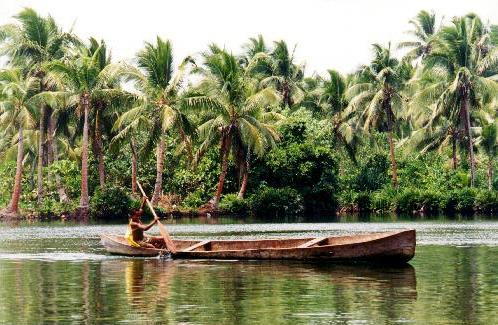
Ein Boot im Te-Nggano-See (Rennell)